# Leighton (Iowa)
Leighton es una ciudad ubicada en el condado de Mahaska en el estado estadounidense de Iowa. En el Censo de 2010 tenía una población de 162 habitantes y una densidad poblacional de 658,41 personas por km².

## Geografía
Leighton se encuentra ubicada en las coordenadas 41°20′20″N 92°47′11″O / 41.33889, -92.78639. Según la Oficina del Censo de los Estados Unidos, Leighton tiene una superficie total de 0.25 km², de la cual 0.25 km² corresponden a tierra firme y (0%) 0 km² es agua.

## Demografía
Según el censo de 2010, había 162 personas residiendo en Leighton. La densidad de población era de 658,41 hab./km². De los 162 habitantes, Leighton estaba compuesto por el 99.38% blancos, el 0% eran afroamericanos, el 0% eran amerindios, el 0% eran asiáticos, el 0% eran isleños del Pacífico, el 0% eran de otras razas y el 0.62% pertenecían a dos o más razas. Del total de la población el 0% eran hispanos o latinos de cualquier raza.